# Đơn vị Huấn luyện Quân Dự bị Triều Tiên
Đơn vị Huấn luyện Quân Dự bị Triều Tiên (RMTU) (tiếng Hàn Quốc: 교도대, tiếng Trung: 敎導隊, dịch theo nghĩa đen là Đội Canh phòng hoặc Đội Chỉ đạo) là một thành phần thuộc lực lượng dự bị của Cộng hòa Dân chủ Nhân dân Triều Tiên.

## Tổng quan
Đơn vị Huấn luyện Quân Dự bị Triều Tiên được thành lập vào năm 1963 bao gồm nam giới từ 17 đến 50 tuổi và nữ giới từ 17 đến 30 tuổi đã hoàn thành nghĩa vụ quân sự bắt buộc trong Quân đội Nhân dân Triều Tiên hoặc không nhập ngũ vì lý do nào đó. Khi nam giới đến tuổi 46, họ được phân công vào Hồng vệ binh Công-Nông. Đơn vị này có khoảng 600.000 đến 620.000 thành viên trong 37 đơn vị trực thuộc. Nước này duy trì lực lượng dự bị lớn như một phần của chính sách Bốn Đường lối quân sự (tiếng Hàn Quốc: 사대군사노선) do Kim Nhật Thành đề xướng. Đơn vị Huấn luyện Quân Dự bị Triều Tiên duy trì mức độ huấn luyện cao nhất trong số lực lượng dự bị của Bắc Triều Tiên và thành viên của đơn vị này đều được yêu cầu phải có ít nhất 500 khóa huấn luyện chuyên sâu hàng năm. Thành viên Đơn vị Huấn luyện Quân Dự bị Triều Tiên cần có một mức độ thể lực nhất định và ai không đạt tiêu chuẩn bắt buộc phải phục vụ thay vào đó trong Hồng vệ binh Công-Nông. Theo một số nguồn tin, Đơn vị Huấn luyện Quân Dự bị Triều Tiên nằm dưới quyền kiểm soát của Bộ Quốc phòng cả thời bình và tình trạng khẩn cấp, rồi đến lượt Bộ Tổng tham mưu điều động họ thông qua trụ sở quân đoàn đến tận đơn vị trực thuộc.